# Зидов, Пауль
Пауль Зи́дов (нем. Paul Sydow; 1851—1925) — немецкий ботаник, специалист по тайнобрачным растениям.

## Биография
Пауль Зидов родился в городе Каллис 1 ноября 1851 года. Работал школьным учителем в Берлине.
Зидов занимался изучением главным образом ржавчинных и головнёвых грибов, однако также интересовался флорой мхов и различными аскомицетами. В соавторстве со своим сыном Хансом (1879—1946) был автором многочисленных микологических монографий.
Пауль Зидов скончался 26 февраля 1925 года в городке Софиенштедт близ Рульсдорфа (ныне — часть Тельтова).
Основной гербарий Пауля Зидова был объединён с гербарием его сына и в 1919 году приобретён Шведским музеем естественной истории в Стокгольме (S). Зидов издал несколько серий эксикатов, среди которых выделяется Mycotheca marchica, вышедшая с 1880 по 1899 в 49 частях.

## Некоторые научные работы
- Sydow, P. Die Moose Deutschlands. — Berlin, 1881. — 185 p.
- Sydow, P. Die Lebermoose Deutschlands. — Berlin, 1882. — 95 p.
- Sydow, P. Die bisher bekannten europäischen Characeen. — Berlin, 1882. — 104 p.
- Sydow, P. Anleitung zum Sammeln der Kryptogamen. — Stuttgart, 1885. — 144 p.
- Sydow, P. Die Flechten Deutschlands. — Berlin, 1887. — 331 p.
- Sydow, P. Index nominum plantarum hospitum. — Berolini, 1898. — 1340 p.
- Sydow, P. Sylloge fungorum / In: P.A. Saccardo. — 1896—1902. — Vol. 12(1,2), 13, 14, 16.
- Sydow, P.; Sydow, H. Monographia Uredinearum. — Lipsiae, 1902—1924. — 4 vols.

## Роды, названные в честь П. Зидова
- Sydowia Bres., 1895
- Sydowiellina Bat. & I.H.Lima ex Bat., 1959 [syn.  Myriangiella Zimm., 1902] — также назван в честь Ханса Зидова